# Міста Домініки
Міста Домініки.

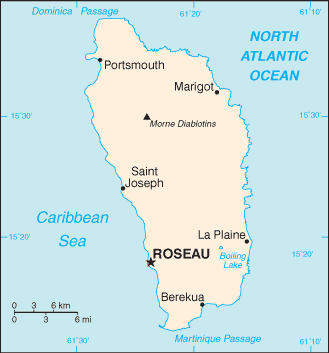
Мапа Домініки

У Домініці налічується 24 поселення із населенням більше 200 мешканців. 1 місто має населення понад 10 тисяч, 11 - від 1 до 5 тисяч, 7 - від 500 до 1 тисячі, решта - менше 500.
Нижче перелічено 7 найбільших міст із населенням понад 2 тисячі мешканців.
| Назва    | Населення (2011) |
| -------- | ---------------- |
| Розо     | 14 725           |
| Портсмут | 4 167            |
| Кейнфілд | 3 324            |
| Меріґот  | 2 678            |
| Солсбері | 2 590            |
| Аткінсон | 2 243            |
| Берекуа  | 2 032            |